# 水豊ダム
水豊ダム（すいほうダム、スプンダム）とは、鴨緑江にある水力発電用ダムである。右岸の中華人民共和国遼寧省寛甸満族自治県と、左岸の朝鮮民主主義人民共和国（北朝鮮）平安北道朔州郡の中朝国境を跨ぐ。日本の統治時代、当時東洋一の出力70万kWで計画され、1937年（昭和12年）に着工、1941年（昭和16年）に10万kWの発電を開始した。1945年（昭和20年）終戦時の出力は60万kWだった。

## 概要
ダムは、高さ約106メートル、幅約900メートル、総貯水容量116億立方メートル。ダム湖である水豊湖は長さ100km、面積345km2、湛水面積は琵琶湖（670.33km2）のほぼ半分に相当する。ダムは中朝国境にあり、発電所は北朝鮮側にある。発電機7基のうち、3基は朝鮮向けの60 Hz、3基は北京向けの50 Hz、1基は50 Hz、60 Hzどちらでも発電可能なものである。完成時東洋一の規模だったダムは、本体の大きな改修なしに北朝鮮の重要な電力の供給源となっている。

## 歴史

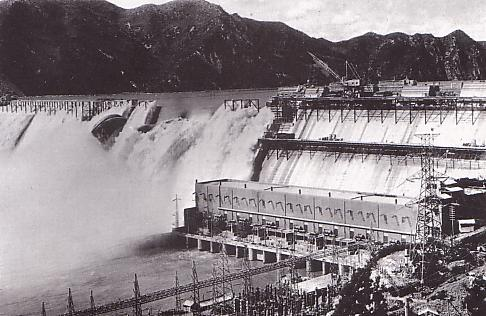
建設中の水豊ダム

朝鮮半島が日本の統治下にあった1937年 (昭和12年)8月、朝鮮総督府と満州国は鴨緑江の電源開発に合意した。日満国境 (現在の中朝国境) を流れる鴨緑江に、上流から、厚冒 (15.5万kW)、臨江 (9.5万kW)、慈城 (10.4万kW)、輯安 (23.4万kW)、渭原 (18.4万kW)、水豊 (70.0万kW)、義州 (17.3万kW)の7つのダムを建設することで合計約160万kWの電力を得ようとするものである。
同年9月、計画を実行する会社として朝鮮鴨緑江水力発電株式会社と満州鴨緑江水力発電株式会社が設立された。両社の社長および理事長は日本窒素肥料 (後のチッソ) の野口遵、資本金は共に5千万円。出資者は満州国政府、東洋拓殖、長津江水電、朝鮮送電である。同月より、その第1期工事として水豊発電所建設が始められた。水豊は鴨緑江下流の平安北道新義州府（現在の新義州市）から80 km地点にある。水豊上流の鴨緑江流域は九州の総面積よりも大きい4万5535 km2、最大990 m3/sの水を発電に使うことができる。建設費は1億4千万円、工事は間組(左岸堰堤、発電所、鉄道・道路)、西松組(右岸堰堤、鉄道・道路)、松本組(鉄道・道路)が分担した。
7台の10万5000 kWフランシス水車は電業社、10万kVA変圧器8台は東京芝浦電気 (後の東芝)が製造した。10万kVA竪軸発電機 (極数48、50/60 Hz、16,500 V) は当時世界最大容量であり、7台の内5台を東京芝浦電気、2台をドイツのシーメンスが受注。東京芝浦電気鶴見工場では9号館(内藤多仲設計)を新設して発電機を製造した。
1941年 (昭和16年)8月2日、仮排水路を閉塞してダムに貯水を開始、水位が30m上昇した8月26日に第1号発電機から満州への送電が開始された。これを区切りとして鴨緑江水電第1期工事水豊発電所は8月25日竣工とされる。竣工式には病床にあった野口の代理として常務の久保田豊が出席した。8月30日に第2号発電機から朝鮮への送電開始。以降、据え付け完了した発電機から順次運転し、1944年 (昭和19年)2月までに6台の発電機が稼働した。しかし、第二次世界大戦の影響によりシーメンス担当の発電機1台が入荷せず、未完成の発電能力60万 kWで終戦を迎えた。送電開始後も工事は続き、1944年 (昭和19年)には防空設備及び魚雷防止浮枠も設置された。
なお、鴨緑江開発第2期工事は義州発電所(20万kW)及び雲峰発電所(50万kW、慈城・輯安)の建設であったが、いずれの堤体も未完成で終戦を迎えた。
1945年 (昭和20年)8月9日、ソ連軍の侵攻により発電機5台が略奪された。略奪された発電機は、カザフスタン共和国、イリティッシュ川（エルティシ川）上流のダムで確認されている。

### 朝鮮戦争

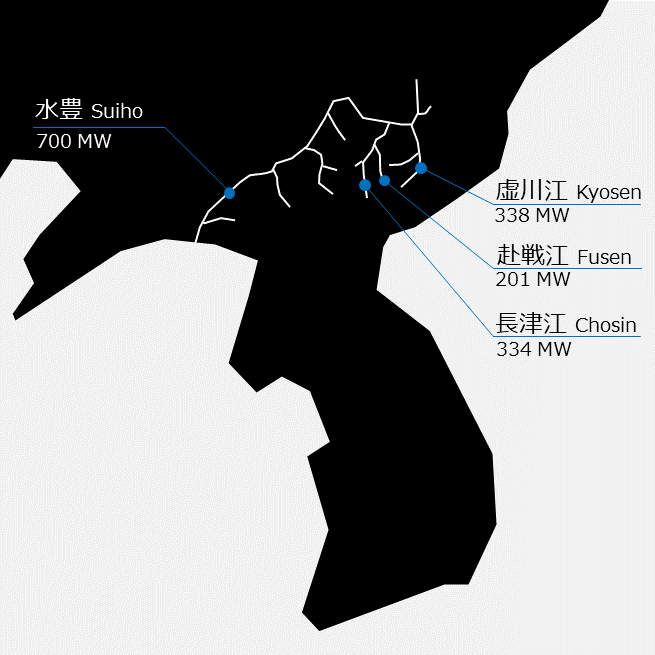
鴨緑江の水力発電所(1945年、出力は計画値)

朝鮮戦争中、国連軍は水豊をはじめとする13の水力発電所を空襲（英語: Attack on the Sui-ho Dam）した。水豊の他の目標は、鴨緑江支流の赴戦江・長津江・虚川江それぞれ4つの発電所である。この攻撃により北朝鮮は2週間ブラックアウトした。
1952年6月23日、空母フィリピン・シー、プリンストン、ボクサー、ボノム・リシャールを出発した攻撃隊はレーダーによる捕捉を避けるため高度1500 mで馬養島付近の海岸線から侵入。水豊の約80 km東で3000 mに上昇し、高速で目標に接近した。84機のF-86セイバーが制空、16時にF9Fパンサー 35機がダム周辺の対空砲を攻撃、続いてADスカイレイダー 35機が急降下爆撃により約2分で81トンの爆弾を発電所に投下した。その後17時までに、F-84サンダージェット 79機とF-80シューティングスター 45機が145トンの爆弾を投下。19時、発電所の損害を評価するため、6機のF-86に護衛された2機のRF-80偵察機が写真撮影を行った。翌日午前中にもF-84とADスカイレイダーによる攻撃が行われ、発電設備の大部分は破壊されたが、ダムの損傷は僅少だった。
発電が部分的に再開されたことを確認した国連軍は1952年9月12-13日、再び水豊を攻撃した。電波妨害装置を備える4機を含む29機のB-29が9月12日19時、嘉手納飛行場を出発、23時55分に水豊に到達、爆弾を投下した。この攻撃では着氷による墜落と撃墜により2機のB29が失われた。
1953年2月15日、5月10日、6月7日の小規模な攻撃の後にも、放水路の流れから発電機2台がまだ稼働していると推測されたが、一連の攻撃は終了となった。

## 備考

水豊ダムを意匠に配した朝鮮民主主義人民共和国の国章

1948年春、金日成と金正淑が当ダムのデザイン化を協議、北朝鮮の国章にも描かれている。
- 朝鮮民主主義人民共和国ウォン
- 発電施設は朝鮮民主主義人民共和国（北朝鮮）側にあり、2009年時点では金日成の肖像画が捧げてあったが、金正恩第一書記を称える言葉に変化した。同国のプロパガンダなどの看板がある[1]。
- 2018年時点でも北朝鮮は発電の多くを本ダムの水力発電に依存している[21]。
- 中国も北朝鮮も国家機密扱いで観光地化しておらず、中国側も厳しい監視下に置かれているため、付近のタクシー運転手からも知られていない[1]。
- 水豊湖に面して金一族の別荘である昌城官邸（昌城招待所）がある[22][注釈 1]。

建設時には記録映画『大建設鴨緑江ダム』が製作された。1943年（昭和18年）に昭和天皇が映画を御覧になった記録がある。